# 偽エチオピア皇帝事件

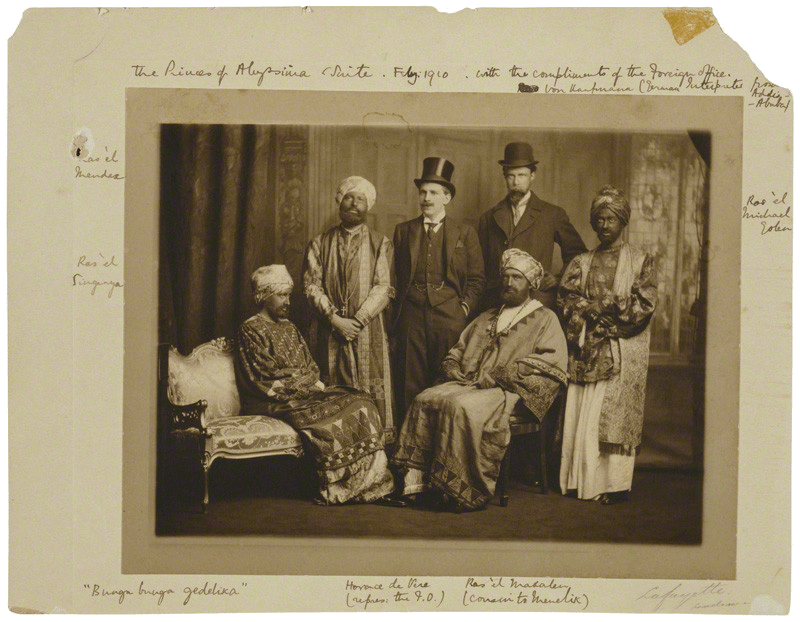
偽エチオピア王族一行の記念写真。左からヴァージニア・スティーブン（後のヴァージニア・ウルフ、着席）、ダンカン・グラント、ホレス・ド・ヴィアー・コール、エイドリアン・スティーブン、アンソニー・バクストン（着席）、ガイ・リドリー

偽エチオピア皇帝事件（にせエチオピアこうていじけん）またはドレッドノート・ホウクス(英語: Dreadnought hoax)は、1910年にアイルランド出身のホレス・ド・ヴィアー・コールがイギリス海軍を相手にしかけた大がかりな悪戯である。
コールはエチオピア王族一行のふりをしてイギリス海軍を騙し、旗艦である戦艦「ドレッドノート」を見学させてから、これが悪戯であったことを大々的に暴露して海軍の面目を丸潰れにした。コールとともに王族一行に扮したのは、後にヴァージニア・ウルフの名で作家となるヴァージニア・スティーヴンら6人で、いずれも「ブルームズベリー・グループ」に属する大学生であった。

## 背景

### 悪戯の首謀者たち
首謀者のコールは1881年にアイルランドの裕福な家庭に生まれた。第二次ボーア戦争に従軍したが、重傷を負い除隊した。帰国後はケンブリッジ大学トリニティ・カレッジの学生となったが、勉強はほとんどせず、当時から様々な悪戯をしかけて周囲を楽しませていた。
エイドリアン・スティーヴンは、トリニティ・カレッジでのコールの親友の1人だった。コールの伝記を執筆したマーティン・ダウナーは、スティーヴンについて「〔コール〕にとっての完璧な引き立て役だった。思いやりがあって場の雰囲気を盛り上げる性格でありながら、コールを仲間に引き入れることも平気なのだった」と書いている。彼の父親は作家・批評家のレズリー・スティーヴン、母のジュリアは慈善家でありラファエル前派のモデルをしていた。兄のトービーもトリニティ・カレッジに在学しており、姉のヴァネッサ（後のヴァネッサ・ベル）とヴァージニア（後のヴァージニア・ウルフ）も大学をしばしば訪れていた。スティーヴン家の4人は、トリニティ・カレッジを中心とした作家、知識人、哲学者、芸術家の集まりであるブルームズベリー・グループのメンバーだった。コールは、ブルームズベリー・グループのメンバーとの交流はあったが自身はメンバーではなかった。

### ケンブリッジ大学での偽ザンジバルスルタン事件

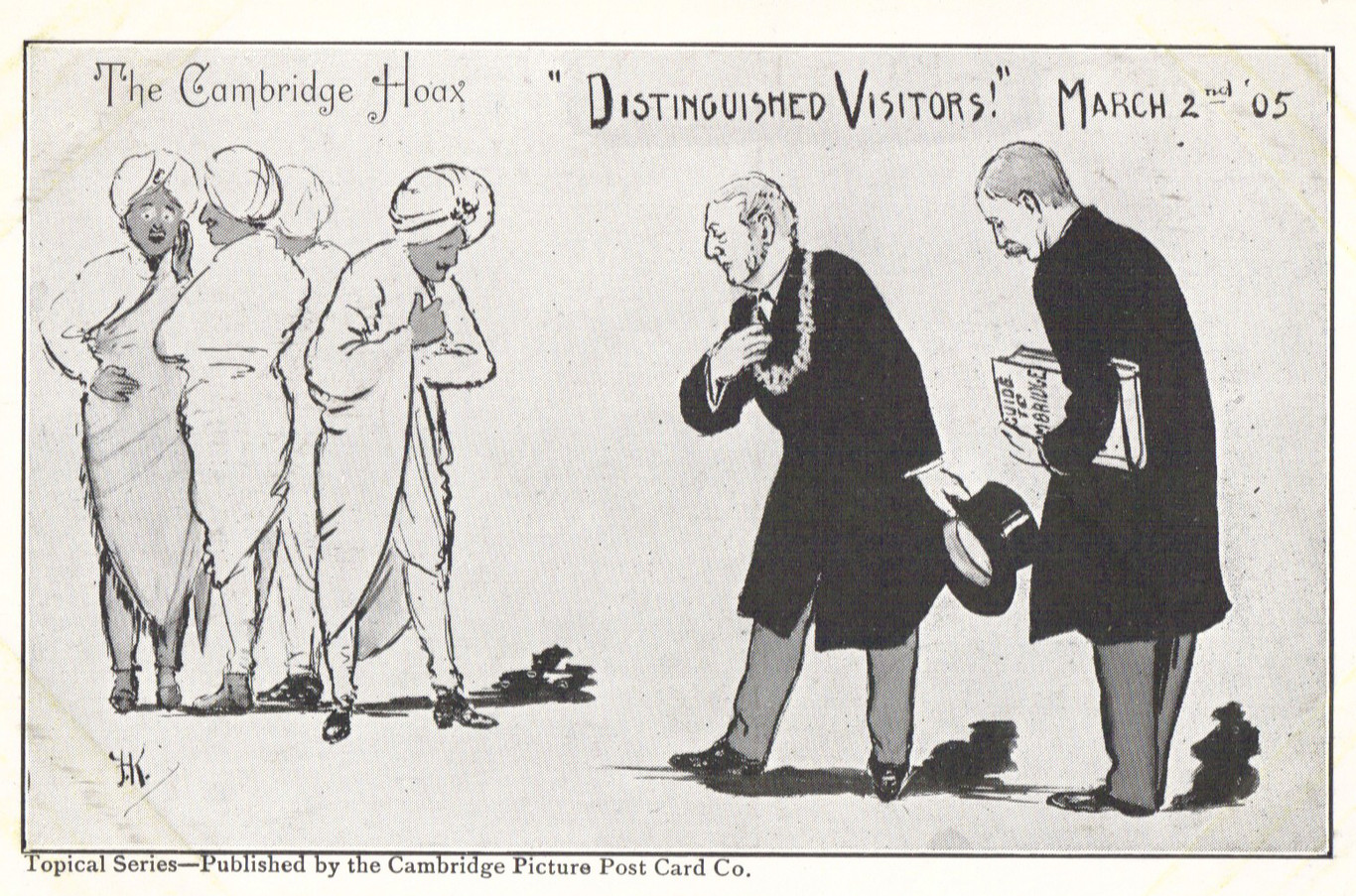
偽スルタン事件の後に発行されたポストカード

1905年初頭、コールとスティーヴンがトリニティ・カレッジの2年生の時、ザンジバル王国の第8代スルタンであるアリー・ビン・ハムードがイギリスを訪問中であることを知り、これを悪戯のネタにすることを思いついた。彼らは、スルタンのケンブリッジへの公式訪問を偽装する計画を立てたが、スルタンの姿が新聞等で公表されていたため、そのままでは偽物であることがばれてしまう可能性があった。そのため、スルタン本人ではなくスルタンの叔父になりすますことにした。3月2日、彼らはケンブリッジ市長宛に、スルタンがケンブリッジの訪問を希望しているので、それにふさわしい式典を執り行うように依頼する、次のような電報を送った。
ザンジバルのスルタンが本日4時27分にケンブリッジに到着します。彼の興味を惹くような建物の案内と馬車を手配いただけますでしょうか?
ロンドンのホテル、セシルよりヘンリー・ルーカス
学生たちは、劇団の衣装担当のウィリー・クラークソンにローブとターバンを借り、ブラックフェイスのメイクをして、ロンドン発の列車に乗り込んだ。一行はケンブリッジ駅で馬車に出迎えられ、そのままギルドホールに通されて市長と書記官に面会すると、歓迎の式典もそこそこにケンブリッジの街並みや大学構内の案内を受けた。その様子は彼らの友人や知り合いも見ていたのだが、一行の正体に気がつく人間は誰もいなかった。それから彼らが駅に戻りたいと言い始めるまで一時間もかからなかった。しかしケンブリッジからロンドンまで行ってしまうと、大学寮の門限の22時までにケンブリッジに戻ってこれなくなるため、駅に着くと通用口から抜け出し、2台の馬車を拾って友人の家に行き、そこで普段の服装に着替え直したのだった。
翌日、コールはこの悪戯について『デイリー・メール』紙の取材を受け、1905年3月4日の紙面に掲載された。地元紙でもこの悪戯は取り上げられた。『セントジェームズ・ガゼット』はこの出来事を「あまりに大胆な悪ふざけ」と評価した。市長は関与した学生を退学処分にしようとしたが、副学長からそのようなことをすると市長の評判をさらに落とすことになると説得されて、思いとどまった。
偽スルタン事件については、米英のさまざまたいたずらを紹介した、H・アレン・スミスの著書『いたずらの天才』（The Compleat Practical Joker 1953、翻訳は文春文庫）にも記述されている（文春文庫、P.82-83）。

### ドレッドノートとイギリス海軍

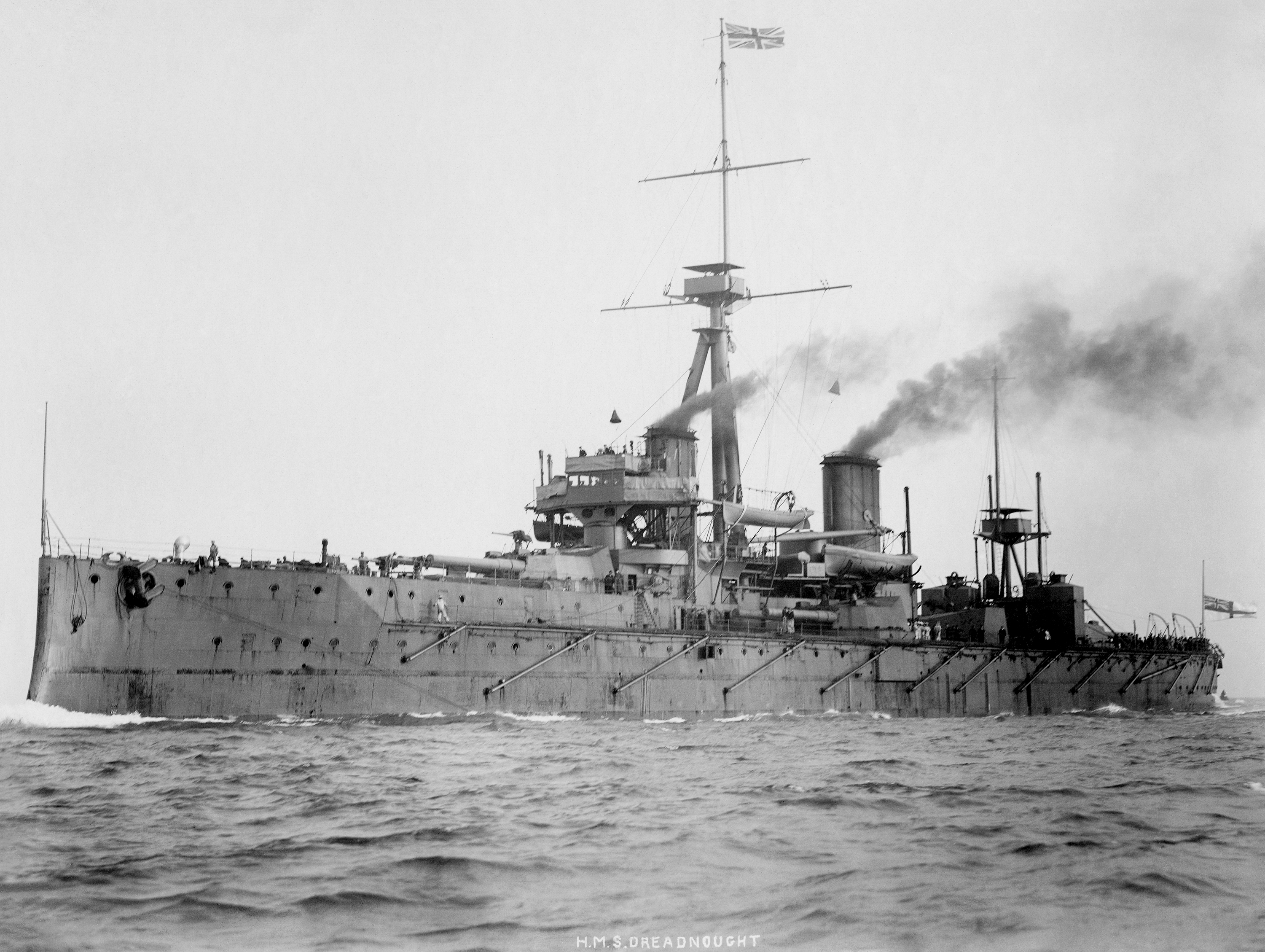
航行中のドレッドノート（1906年）

20世紀初頭のイギリスでは、イギリス海軍の艦隊は帝国の礎の一つであり、その国力と富の象徴とさえ考えられていた。本や芝居、大衆文化の中では、イギリス海軍は島国であるイギリスの守護者であり、最初の防衛線として描かれていた。1909年の『オブザーバー』紙の社説では、イギリス海軍の優位性を「世界の平和と発展のための最高の安全保障」と表現している。
ドレッドノートは、1906年に就役したイギリス海軍の戦艦である。ドレッドノートの武装、速力、強度は、それまでに建造されたどの艦よりも優れていた。歴史家のヤン・リューガーによれば、この艦は進水時から文化的なシンボルとしての意味を持ち、歌や広告を通じて国民の意識に浸透していったという。1909年のロンドン寄港時には推定100万人がその到着を見届け、1910年には「紛れもない象徴的な地位を持つ文化的アイコン」になっていた。文化史家のエリサ・ドカーシーは、エドワード朝時代においてドレッドノートは「神聖に近い性質」を持っていたと評している。
1910年2月の時点において、ドレッドノートの艦長はハーバート・リッチモンドだった。ウィリアム・メイ提督が本国艦隊司令長官であり、ドレッドノートはメイ提督が乗艦する本国艦隊旗艦だった。

## 悪戯

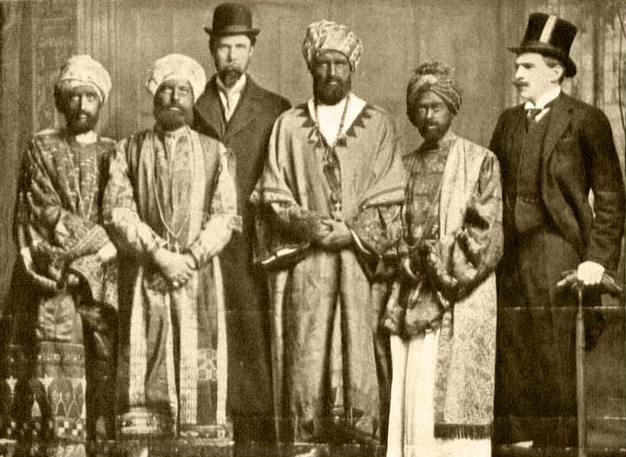
エチオピア王族一行に扮したコールたち

ヴァージニア・ウルフが1940年に行われた講演で述べたところによれば、この悪戯は、防護巡洋艦「ホーク」の乗組員だったコールの友人から持ちかけられたものだったという。
ホークとドレッドノートの将校たちは互いに確執を持っていました。...ホークに乗っていたコールの友人がコールのところに来て、彼に言いました。「あんたは人を騙すのが得意なんだろ。ドレッドノートの奴らをからかってやってくれないか? 奴らは一杯くわされたいんだとさ。あんたから悪戯の１つでも仕掛けてみることはできないものかね?」
コールは、ケンブリッジの偽スルタン事件と同じ手口の悪戯を、ドレッドノートの乗組員を相手に仕掛けることにした。この悪戯に、コールの5人の友人が協力した。ヴァージニア・スティーヴン（後のヴァージニア・ウルフ）、その弟のエイドリアン・スティーヴン、ダンカン・グラント(1885年-1978年)、アンソニー・バクストン(1881年-1970年)、ガイ・リドリー(1885年-1947年)で、いずれも「ブルームズベリー・グループ」に属する大学生だった。彼らは、偽ザンジバルスルタン事件のときと同様にクラークソンに頼んで、エチオピアの王族にみえるようターバンを借りてブラックフェイスの化粧をしてもらい、エチオピアの王族一行になりすますことにした。この変装の大きな欠点の１つは、化粧が落ちてしまうため、王族役は物を食べることができないということだった。エイドリアンが通訳の役を務めることになった。
1910年2月7日、クラークソンから派遣された着付けのスタッフがスティーヴン姉弟の家を訪れ、王族役のヴァージニア、グラント、バクストン、リドリーに化粧を施し、オリエンタルな衣装を着せた。『デイリー・ミラー』紙によると、彼らは500ポンドの宝石も身につけていたという。ただし、マーティン・ダウナーはコールの伝記の中で、悪戯の参加者のいずれもが宝石の金額のことに触れていないことから、この金額に疑問を呈している。コールは、この悪戯に4000ポンドを使ったともいわれている。2月7日を選んだ理由は、イギリス艦隊でエチオピアの公用語であるアムハラ語を解する唯一の将校の外出日だった点にあった。一行はアムハラ語を習得する時間がなかったため、事前に将校がいない日を調べていた。
悪戯決行の当日にスティーヴンの友人の１人が「本国艦隊司令官」宛に「外務大臣」を差出人とする次の内容の電報を送った。
アッビシニアのマカレン王子一行が本日4時20分にウェイマスに到着する。ドレッドノートの見学を希望とのこと。到着したら気持ちよく対応せよ。
電報は、コールが目星をつけていた女性しか職員がいない郵便局から送られた。女性なら電報の内容について問いただしてくることはないだろうと考えたからである。コールは王族一行に扮する友人らとともにロンドンのパディントン駅に行き、外務省の「ハーバート・チャムリー」(Herbert Cholmondeley)だと名乗って、ウェイマスまでの特別な列車を用意するよう要求した。駅長は貴賓用の車両を手配した。
ウェイマスで海軍は、栄誉礼をもってコールたちを出迎えた。しかし、エチオピアの国旗が見つからなかったので、代わりにザンジバル王国の国旗が掲げられた。また軍楽隊にもエチオピアの国歌を知る者がいなかったため、ザンジバルの国歌が演奏された。メイ提督はエチオピア王族の不興を買うことを恐れたが、王族（コールたち）は反応しなかった。
続いてコールたちは艦隊を視察した。一行はラテン語、ギリシア語を元にしたでたらめな言葉でやりとりし、礼拝用の敷物を要求したり、偽の勲章を将校たちに配ろうとした。なお、スティーヴン姉弟のいとこであるウィリー・フィッシャー中佐もドレッドノートに乗艦しており、コールたちが扮装して艦内を視察している様子も見ていたが、それがいとこたちであることに気が付かなかった。
この視察が悪戯だったことがロンドン中に知れ渡ると、首謀者のコールは自らマスコミに連絡して、『デイリー・ミラー』紙には艦内で撮った記念写真まで送った。その光景が平和的であったことも手伝って、しばらく海軍は嘲笑の的となった。面目を失った海軍は処罰を求めたが、コールたちは何の法律も犯していなかった。結局コールたちは、女性であるヴァージニアを除いて全員が若手の海軍将校から儀礼的に尻を鞭で打たれただけで、それ以上の罪には問われなかった。

## その後
一行はあらゆるものを指さして「ブンガ、ブンガ！（Bunga, bunga!）」と叫び褒め称えたと報道され、この言葉はイギリスで流行した。エイドリアン・スティーヴンによると、直接の関係者ではないが「実際よりもいろいろなことを知っているとうそぶいた」者が、一行が「ブンガブンガ」という表現を使っていたと新聞に伝え、それが大変有名になったという。その後もドレッドノートにはこの話が付いて回り、1915年3月18日に第一次世界大戦において、ドレッドノートがドイツの潜水艦U-29を体当たりで撃沈した際にも"BUNGA BUNGA"（ブンガ、ブンガ）という祝電が送られたという。
その年、ミュージックホールで、「別れたあの娘（The Girl I Left Behind）」という曲の次のような替え歌が歌われた。
When I went on board a Dreadnought ship

I looked like a costermonger;

They said I was an Abyssinian prince

'Cos I shouted 'Bunga Bunga!'
日本語訳
ドレッドノートに乗ったとき

私は行商人にみえたことだろう

アビシニアの王子だなんて言われて

「ブンガブンガ!」と叫んだせいさ
1936年、エイドリアン・スティーヴンは偽エチオピア皇帝事件についての詳細な解説本を執筆し、ホガース出版社から出版された。
事件から30年後の1940年、ヴァージニア・ウルフはロドメル女子大学とメモワールクラブでの講演でこの事件について語った。後者にはE・M・フォースターも出席していた。